# Otniel
Otniel ou Otoniel (/ˈɔːθniəl/ ou /ˈɒθniəl/; em hebraico עָתְנִיאֵל בֶּן קְנַז  Otniel Ben Knaz / ʻOṯnîʼēl Ben Qənáz, "Poder de Deus") foi o primeiro juiz de Israel, que posteriormente foi sucedido por Eúde, o canhoto.

## Família
Era filho de Yarin e Quenaz, o irmão mais novo de Calebe, da Tribo de Judá. Ou seja, Otniel era sobrinho de Calebe. (Juízes 1:13; 3:9; Josué 15:17). Otniel, o qual, depois da morte de Josué, livrou os israelitas da opressão de Cusã-Risataim, nascido em cerca de 1438 a.C., segundo o Chronicon (Jerônimo) significa "Leão de Deus". Quando Calebe promete a mão de sua filha Acsa para aquele que conquistar a terra de Debir,é Otniel que sobe para o desafio, tornando-se assim, genro de Calebe (Josué 15:16,17; Juízes 1:13).

## Campanha como juiz
Algum tempo depois da morte de Josué, os israelitas, mais uma vez voltaram-se para o pecado e caíram sob a sujeição de Cusã-Risataim, rei de Aram Naharaim na Mesopotâmia, por causa das transgressões contra Deus. Ele os oprimiu durante oito anos; quando eles, "gritaram" a Deus, Otniel foi levantado para ser o libertador. Ele era o filho de Quenaz, que era o irmão mais novo de Calebe de acordo com traduções da Bíblia, como em (Juízes 3:8). Ele é o único juiz mencionado conectado com a Tribo de Judá. Sob o juízo de Otniel a paz durou quarenta anos
Após estes quarenta anos, Israel caiu sob a sujeição de Eglom, um rei de Moabe que derrotou Israel com a ajuda de Amom e Amaleque (Juízes 3:12-13).

## Túmulo

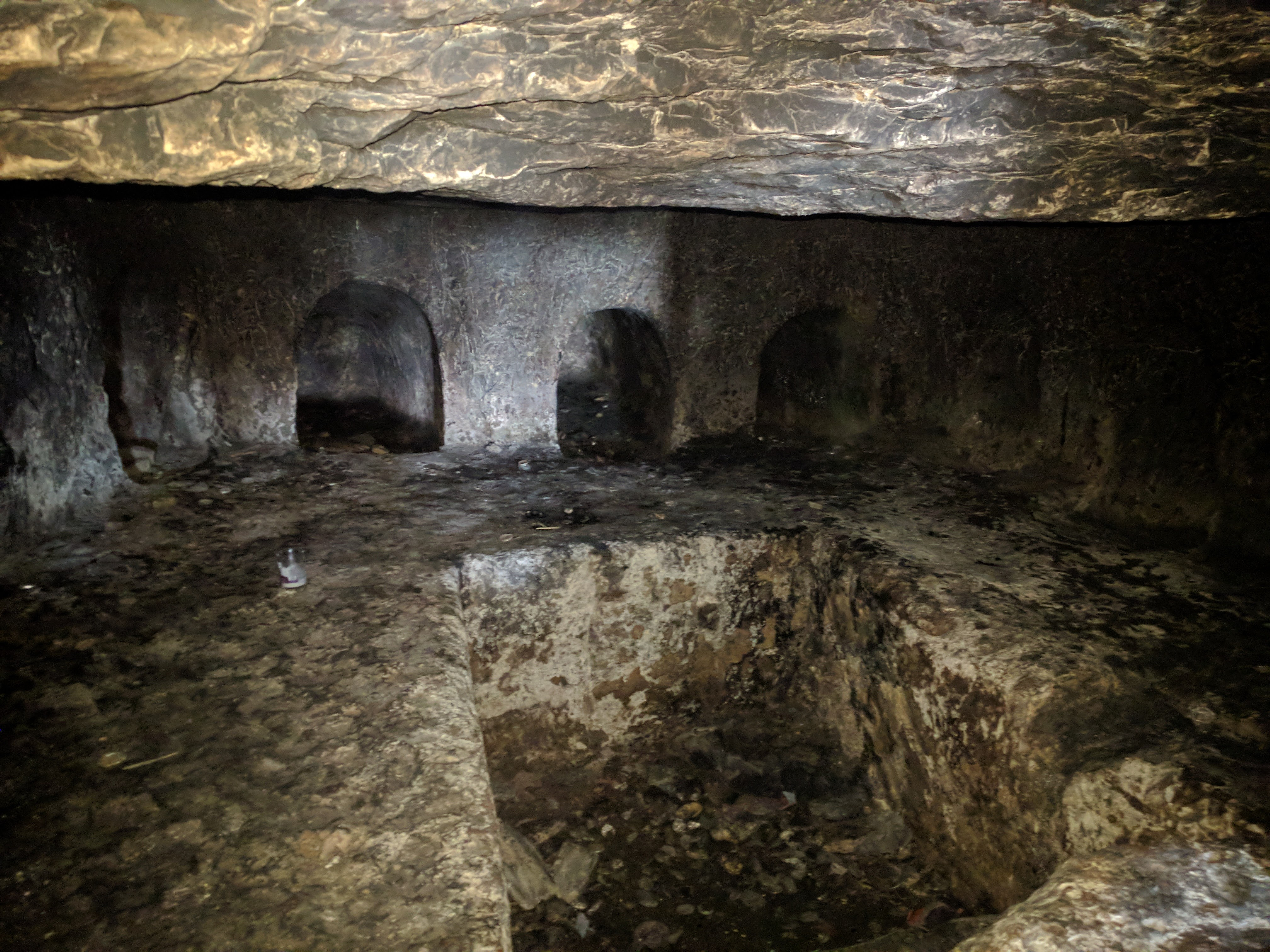
Túmulo de Otniel, com a caverna e as ranhuras que possui, em Hebrom.

O túmulo de Otniel Ben Knaz está localizado em Hebrom em uma tradicional caverna de enterro. Localizado a cerca de 200 metros a oeste do edifício Beit Hadassah, tem sido reverenciado como um local de orações para as gerações. A estrutura do túmulo corresponde a cemitérios judeus que foram feitos nos tempos da Mishná, como uma caverna de enterro da família com compartimentos nas laterais.Menachem Mendel de Kamenitz, o primeiro hoteleiro na Terra de Israel, faz referência à sua visita ao Túmulo de Otniel em seu livro de 1839 "Sefer Korot Ha-Itim". Ele afirma: "fora da cidade de Hebrom, fui até a sepultura de Othniel ben Quenaz e, ao lado dele, estão colocados 9 estudantes em nichos para descansar, na parede em direção a um abrigo em um vinhedo.
O autor e viajante J. J. Benjamin mencionou ter visitado o túmulo em seu livro de 1859 "'"Eight Years in Asia and Africa". Ele afirma: "Da mesma forma, fora da cidade, em direção ao sul, na vinha, que foi comprada pelos judeus, estão os túmulos do pai do rei Davi e do primeiro juiz, Otniel, filho de Kinah".Nos últimos anos, serviços de oração foram organizados para o feriado de Lag Ba'Omer  and for Tisha B'Av. «קינות במערת עתניאל בן קנז. תיעוד מצולם». ערוץ 7. Consultado em 11 de janeiro de 2016